# Oratorio dei Bianchi (Palermo)
L'oratorio della nobile, primaria e real Compagnia del santissimo Crocifisso, conosciuto più semplicemente con il nome di oratorio dei Bianchi, si trova nel quartiere Kalsa di Palermo e fu fondato nel 1542 per volere dell'omonima Compagnia, formata da ecclesiastici e gentiluomini.  Deve il suo soprannome al colore delle tuniche dei suoi componenti, che confortavano e sostenevano moralmente i condannati alla pena capitale nei giorni precedenti l'esecuzione, invitandoli alla confessione e al pentimento.

## Storia e descrizione

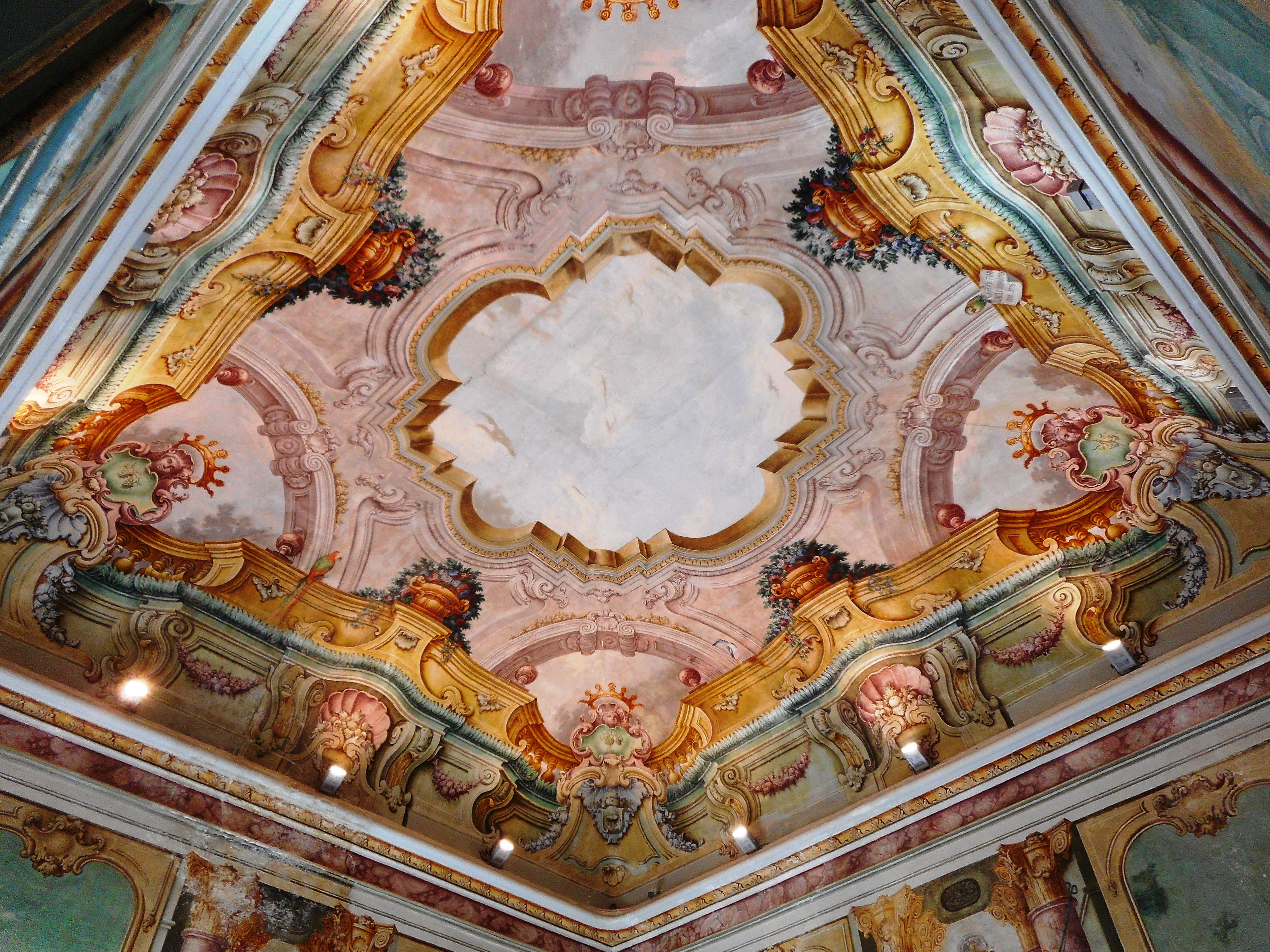
Volta del Salone Fumagalli

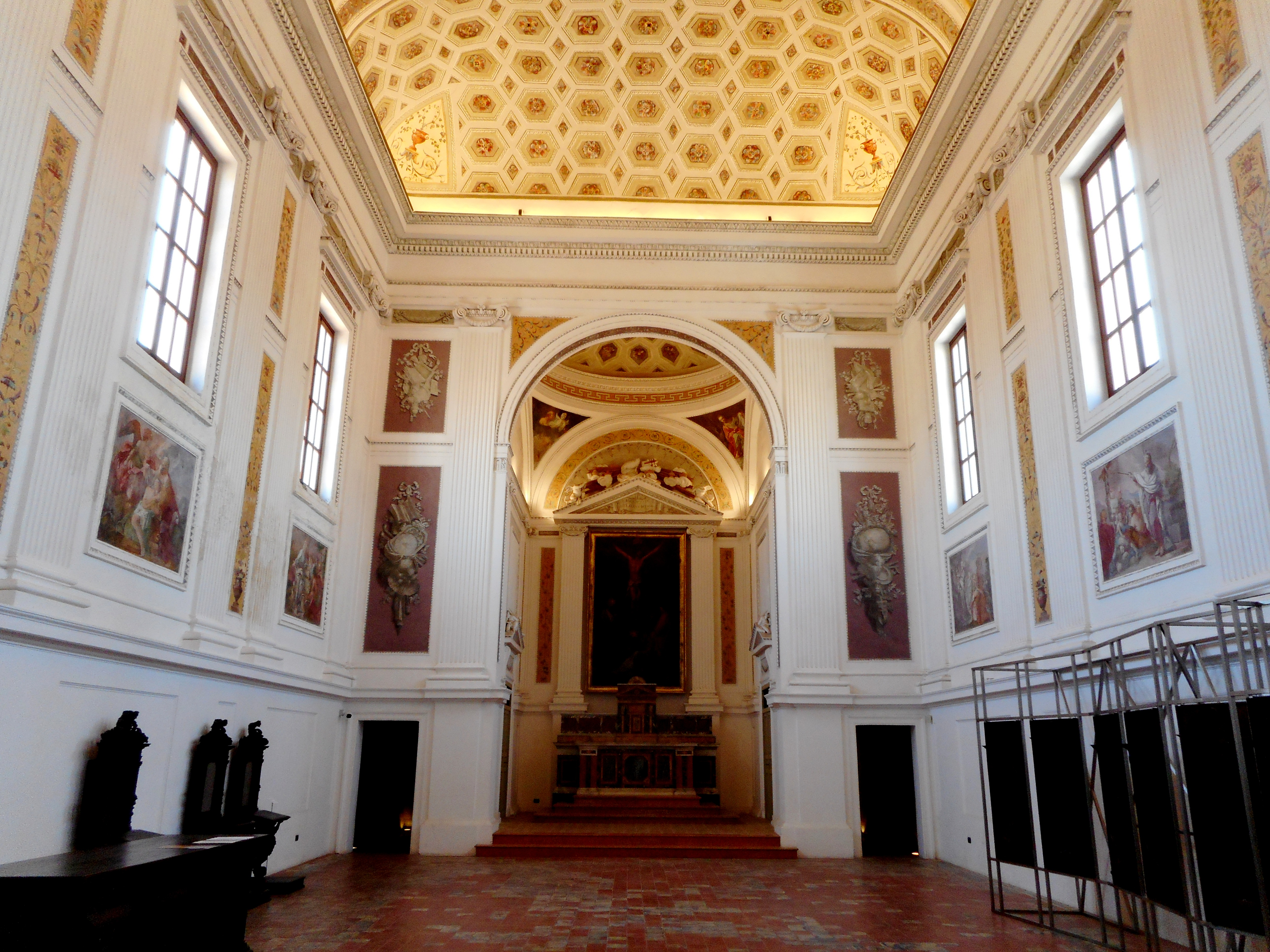
Interno dell'Oratorio

L'edificio è ubicato in "piazza dei Bianchi", vicino alla chiesa di Santa Maria dello Spasimo, sorge sui resti della preesistente chiesa di Santa Maria della Vittoria riedificata dall'architetto Matteo Carnilivari alla fine del Quattrocento ove sorgeva una delle porte dell'antica cittadella araba Al Halisah, l'odierna Kalsa.
Tra il 1681 e il 1686 il complesso fu restaurato in seguito ad un grosso incendio avvenuto il 29 novembre del 1600, promotore dei lavori il viceré di Sicilia Francesco Benavides, conte di Santo Stefano. In questo frangente fu costruito l'imponente portico in stile tardo-manierista con arconi e pilastri, caratterizzato dal bugnato e dai mascheroni che ornano le chiavi di volta. La solenne facciata in pietra d'intaglio fu patrocinata dalla famiglia Alliata, è ivi documentato lo scudo nobiliare di Fabrizio Alliata, principe di Villafranca, componente benemerito della compagnia.
Attraverso il vestibolo che conduce alla scalinata arricchita da balaustre, l'ambiente è decorato con vasi marmorei, statue di marmo, effigi di profeti e bassorilievi raffiguranti le gesta delle casate dei confratelli che contribuirono alle spese. Intorno al 1744 fu realizzato lo scalone in marmo bianco di Carrara e l'ampia sala pavimentata con piastrelle in maiolica (oggi l'artistica pavimentazione non è più visibile). La scala si sviluppa su tre livelli, una rampa centrale al primo, divisa in due rampe a livello intermedio, per poi riconvergere in unica gradinata fino a due palchetti per la musica al piano superiore.
L'aula principale è affrescata da Gioacchino Mercurio con la raffigurazione della Decollazione di San Giovanni Battista, le decorazioni monocrome sono di Benedetto Cotardi. Gaspare Palermo nella sua guida cittadina documenta sull'altare maggiore in marmi policromi, un dipinto ad olio riproducente la Deposizione dalla Croce, opera di Antonio Manno, ai lati le raffigurazioni di San Camillo de Lellis e San Giacomo della Marca, entrambi opere di Giuseppe Testa. Un locale è affrescato da Guglielmo Borremans, sull'altare della sacrestia è collocata una Ultima Cena di autore ignoto.
Salone Fumagalli. Nella sala destinata alle riunioni dei confrati o "piccolo oratorio" destinato agli esercizi spirituali "della buona morte", campeggia il dipinto della Deposizione fra le ricche decorazioni di Gaspare Fumagalli.
Negli anni la Compagnia dei Bianchi si sciolse, l'oratorio passò nelle mani della curia arcivescovile determinando di fatto un periodo di profondo degrado e abbandono dell'edificio, senza contare i danni strutturali causati da terremoti e bombardamenti della seconda guerra mondiale. Nel 1987 la Soprintendenza per i beni culturali e ambientali di Palermo acquistò l'immobile provvedendo al suo restauro per riportarlo alla fruizione del pubblico.
All'interno dell'oratorio è inoltre possibile ammirare la porta lignea Bab el Fotik attraverso la quale, nel 1071, fece il suo ingresso Roberto il Guiscardo durante la presa di Palermo. Per celebrare la riconquista della città, il Gran Conte Ruggero fece conservare la porta rinominandola Porta della Vittoria, facendo dipingere sopra una raffigurazione della "Madonna della Vittoria".
Al pian terreno sono esposte oggi statue appartenenti sia al primitivo oratorio (adesso non più esistente), sia ad altri oratori e chiese di Palermo. Tra queste anche le decorazioni a stucco di due altari realizzate da Giacomo Serpotta tra il 1703 e il 1704 per la chiesa del Convento delle Stimmate, successivamente demolita nel XIX secolo per la costruzione del Teatro Massimo.

### Opere
- 1703 - 1704, Eterno Padre, Allegoria della Carità, Santa Rosalia, singoli manufatti in stucco con dorature realizzati, documentati e provenienti dalla Cappella della Vergine della chiesa delle Stimmate di San Francesco, opere realizzate da Giacomo Serpotta.
- 1703 - 1704, Allegoria della Vittoria e Allegoria della Purezza, singoli manufatti in stucco con dorature realizzati, documentati e provenienti dalla Cappella della Pietà della chiesa delle Stimmate di San Francesco, opere realizzate da Giacomo Serpotta.

## Compagnia «dei Bianchi»
- Nobile e Primaria Real Compagnia del Santissimo Crocifisso sotto il titolo «dei Bianchi»[7] è il nome completo dell'istituzione.

Durante la quaresima del 1541, Pietro Paolo Caporella dell'Ordine dei Frati Minori Conventuali, futuro vescovo di Crotone esortò il viceré di Sicilia Ferdinando Gonzaga, principe di Molfetta, la costituzione, la fondazione della Compagnia dedita al conforto dei condannati a morte.
Inizialmente stabilita presso la chiesa della Madonna della Candellara ubicata dietro l'Ospedale di San Bartolomeo ove dal 1533 esisteva la Venerabile e Nobile Compagnia Ospedaliera sotto il titolo della «Carità».
Sempre alla Kalsa fu utilizzata la chiesa di San Niccolò lo Reale presso il convento di San Francesco d'Assisi, nel tempo fu eretta una cappella a Castellammare, un'altra costruita nel 1606 presso la Regia Vicaria. Nel 1542 nei locali presso la chiesa della Vittoria fu edificata l'attuale sede della compagnia, i componenti durante le funzioni e mansioni di accoliti, vestivano integralmente di bianco.
Lo statuto prevedeva la grazia, ovvero la definitiva sospensione della condanna a morte ad un prigioniero durante le celebrazioni dei riti pasquali del Venerdì Santo, privilegio concesso per la prima volta nel 1580 dal viceré di Sicilia Marcantonio Colonna, principe di Medinaceli, duca di Paliano. Il provvedimento è autorizzato dal sovrano Filippo I di Sicilia (Filippo II di Spagna) e sarà in seguito confermato dall'imperatore Carlo VI d'Asburgo (Carlo III (IV) di Sicilia), da Carlo III di Borbone e da Ferdinando I delle Due Sicilie. Tra i compiti statutari, il privilegio d'accompagnare il Santissimo Sacramento nei solenni riti processionali del Corpus Domini. La ricorrenza principale della Compagnia è la festa di San Giovanni Battista il 29 agosto.
A questo modello di compagnia si ispirò la riforma del sodalizio analogo costituitosi a Milano, allorquando assunse l'incarico del Governatorato di Milano il siciliano Carlo d'Aragona Tagliavia, principe di Castelvetrano, duca di Terranova, al tempo di Carlo Borromeo, cardinale e arcivescovo di Milano.
Adottò gli stessi statuti e capitoli anche la Compagnia dei Bianchi di Monreale, istituita nel 1565, che annoverava 60 gentiluomini delle primarie famiglie di quella città.
Negli archivi sono custoditi documenti autografi dei confratelli, fra essi San Camillo de Lellis, tutti i Viceré di Sicilia e gli Arcivescovi di Palermo dalla fondazione del sodalizio in poi.
- 1661, Giuseppe Sollima, dal 1648 marchese di Santa Marina Salina, governatore della Compagnia de' Bianchi.

## Chiesa della Madonna della Vittoria
Nel 1071 l'apparizione della Vergine animò il Conte Ruggero I d'Altavilla nel proseguire l'opera di riconquista della città e dell'isola. Attraverso l'accennata porta le truppe normanne al comando di Roberto il Guiscardo entrarono a Palermo. L'evento favorì la costruzione del tempio ove dominava la figura dipinta di Maria Vergine.
Nel 1477 Michele Majali dell'Ordine domenicano ottenne da re Giovanni II d'Aragona il premesso di costruire una cappella alla Vergine, l'arcivescovo Giovanni Paternò decretò la festa da celebrarsi il 2 gennaio.
I restauri del 1681 volti al ripristino dei danni arrecati da un incendio verificatosi il 29 novembre del 1600 sono promossi dal viceré di Sicilia Francesco Benavides, conte di Santo Stefano. Una seconda tornata di restauri effettuati tra il 1794 e il 1800 interessarono entrambi gli oratori.
La Cappella della Madonna è documentata sulla parete destra, sotto il paliotto sono celate le vestigia in pietra dell'antica Porta, manufatti che reggevano le ante in legno. In merito, Gioacchino di Marzo documenta una custodia marmorea commissionata nel 1534.
Nel XIX secolo il tempio ospita la Confraternita di San Niccolò la Carruba e l'altare con la statua lignea di San Nicola di Bari provenienti dalla demolita chiesa di San Niccolò la Carruba o «dei Greci» alla Kalsa. È documentato il Seminario dei Greci fondato nel 1734.

### Confraternita della Madonna della Vittoria
- 1572, Fondazione della Confraternita della Madonna della Vittoria.[17]

### Confraternita di San Niccolò la Carruba
- XIX secolo, La Confraternita di San Niccolò la Carruba è documentata presso questa sede in seguito alla demolizione dell'omonimo luogo di culto.[7]

## Porta della Vittoria
Primitiva Bàb al-Futùb o Bab el-Fotich, uno dei quattro varchi documentati in epoca araba alla Kalsa.